# Klejt
Klejt (grško: Κλεῖτος [Kleitos]), ilirski kralj Dardanskega kraljestva, ki je vladal približno od leta 335 pr. n. št. do 295 pr. n. št.. Bil je sin kralja Bardilisa I.. Datuma rojstva in smrti nista poznana.
Bil je vodilna osebnost v dobro organiziranem ilirskem uporu proti Makedoncem leta 335 pr. n. št.. Povezal se je Glavkijasovimi Tavlanti in Plevratovimi Avtarijati, zasedel Pelion in v njem čakal na prihod Glavkijasovih čet.  Aleksandru Velikemu je uspelo priti pred Pelion pred Glavkijasom, po njegovem prihodu pa se je moral zaradi velike ilirske premoči umakniti. Aleksander se je kmalu vrnil z bolje opremljeno in založeno vojsko. Glavkijasovo vojsko je z zvijačo zvabil z okoliških vzpetin in preprečil komuniciranje med nasprotnikovima poveljnikoma. Po treh dneh premirja je Aleksander odkril nebranjen tavlantski tabor in ga ponoči napadel. Klejtu je uspelo pobegniti in se obdržati na prestolu, morda kot vazalu Makedonskega kraljestva.

## Ilirska vstaja
Klejt je bil eden od treh ilirskih vladarjev, ki so poskušali ponovno osvojiti izgubljena ozemlja. Začel se je pripravljati na upor proti Makedoncem, za katerega je imel tudi osebni motiv: njegov oče Bardilis je namreč leta 358 pr. n. št. v bitki z Makedonci doživel težak poraz. Izkoristil je Aleksandrov pohod v Podovavje, kjer je preganjal nepokorne Gete, se povezal z Glavkijasom in njegovimi Tavlanti in spotoma prepričal še Avtarijate, da so se jima pridružili. Glavkijasova vojska je krenila na pohod proti Pelionu, kjer bi se pridružila Klejtovi vojski. Ko je Aleksander izvedel za ilirski upor in njihove priprave za napad na Makedonijo, se je znašel pred enim od najtežjih vojnih pohodov v svoji vojaški karieri.

## Bitka pri Pelionu
Ko so se Avtarijati leta 335 pr. n. št. začeli pripravljati na napad na Aleksandra, jih je napadel in porazil Aleksandrov zaveznik, agrijanski kralj Langar. Aleksander je s tem preprečil njihov načrt, da bi blokirali makedonsko armado. Ker se Glavkijas s svojo armado še ni pridružil Klejtu, je Aleksander na vsak način hotel še pred njim priti do utrjenega Peliona. S hitrim pohodom skozi Peonijo in Linkestijo  mu je to tudi uspelo.
Antični zgodovinar Arijan pravi, da je Klejt tik pred bitko za Pelion žrtvoval tri fante, tri dekleta in tri črne ovne. Ilirska predhodnica se je po nekaj kratkih spopadih umaknila za obzidje Peliona. Makedonci so se odločili, da bodo blokirali Pelion in začeli pripravljati oblegovalne naprave. Zaradi majhnega števila vojakov in skromnih zalog so bile možnosti za osvojitev močno branjene trdnjave zelo majhne. Poleg tega je Glavkijeva vojska, ki je prihajala na pomoč Ilirom, Makedonce odrezala od zaledja. Aleksander je z napadom na mesto naredil svojo prvo in zadnjo veliko napako.
Vojaška enota pod poveljstvom generala Filotasa, ki je po okolici zbirala nove zaloge, je padla v zasedo in samo hitra intervencija Aleksandrove konjenice je preprečila njeno popolno uničenje. Zgodaj zjutraj naslednjega dne je Aleksander navidezno pozabil na Klejta in Glavkijasa in pred mestom postrojil vso svojo vojsko. Vojska je v strnjeni formaciji začela izvajati  zapletene manevre, kakršnih kralja še nista videla. Iliri so se začeli s svojih položajev na okoliških vzpetinah spuščati proti  Makedoncem in opazovati nenavadno predstavo. Aleksander, ki je opazoval dogajanje, je v dogovorjenem trenutku prestrojil levo krilo svoje konjenice v klin in napadel. Istočasno se je v napad pognala tudi falanga. Glavkijasova vojska je panično pobegnila v utrjeno mesto. Zadnji bežeči  Iliri so utonili v reki, potem pa so preko reke začeli prodirati Makedonci.
Iliri so se zbrali in krenili v protinapad. Aleksandrova konjenica in lahka pehota sta jih zadrževali dovolj dolgo, da je Makedoncem uspelo preko plitvine umaknili svoje katapulte. Makedonci so se umaknili nekaj kilometrov in dali Klejtu in Glavkijasu tri dni predaha. V ilirskem taboru je vladala nedisciplina, poleg tega pa je bil tudi brez obrambnih jarkov, palisad in izpostavljenih straž. Aleksander je z izbrano udarno enoto ponoči napadel nasprotnikov tabor. Sledili so mu lokostrelci in Agrijanci, ki so pobili večino še spečih Ilirov. Obupani Klejt je zažgal Pelion, da ne bi padel v makedonske roke, in pobegnil.

## Posledice
Za lov na Klejta in mirovna pogajanja z Iliri ni bilo časa, ker so se malo pred tem uprle Tebe in Beocija. Klejt je pobegnil k Tavlantom in pri njih dobil zavetišče. Obdržal se je na oblasti, verjetno kot makedonski vazalni kralj. Svoje vojske ni pregrupiral in je ostanek Aleksandrovega vladanja ostal v prijateljskih odnosih z Makedonci. Del njegove vojske je celo sodeloval v napadu na Perzijo. Aleksandrove izredne vojaške sposobnosti so zagotovile pasivnost tudi drugih ilirskih držav.
Datum Klejtove smrti ni poznan. Nepoznan je tudi datum prihoda na prestol njegovega sina in naslednika Bardilisa II.. To se je verjetno zgodilo okoli leta 300 – 295 pr. n. št., čeprav   je malo verjetno, da je vladal tako dolgo.